# Dispositif Pinel
Le dispositif Pinel — également dénommé loi Pinel, du nom de Sylvia Pinel, ministre du Logement dans les gouvernements Valls I et II — est une disposition du code général des impôts français introduite par la loi de finances 2015 qui offre une possibilité de bénéficier d'une réduction d'impôt sur le revenu à l'occasion d'un investissement locatif si l'investisseur s'engage à louer le logement nu en tant que résidence principale pour une durée minimale de six ans.
Jugée trop coûteuse pour les finances publiques, cette niche fiscale est supprimée fin 2024.

## Les enjeux du dispositif Pinel
Introduit par l'article 5 de la loi du 29 décembre 2014 du code général des impôts (CGI, article 199 novovicies), ce dispositif d'investissement locatif répond à quatre enjeux définis par le gouvernement :
- soutenir l'investissement dans l'immobilier locatif,
- soutenir la construction de logements dans des zones dites « tendues » (c'est-à-dire où la demande excède l'offre),
- proposer une offre de logements intermédiaires pour les ménages n'ayant pas accès au logement social et qui rencontrent des difficultés à trouver des logements sur le marché libre,
- offrir une possibilité d'investir clef en main pour les ménages fortement fiscalisés qui n'ont ni le temps ni les connaissances pour investir dans l'ancien.

L'objectif de cette disposition est d'inciter à l'investissement des contribuables dans l'immobilier neuf ou en état futur d'achèvement, ou bien à modifier la destination d'un local pour en faire un logement.

## Les conditions d'éligibilité au dispositif Pinel
Les conditions à remplir pour bénéficier de la réduction d'impôt sont,:
1. Acquérir un bien immobilier neuf, rénové ou en cours de construction situé dans une zone éligible au dispositif Pinel, c'est-à-dire les zones A, 
 A bis, B1, B2 et C[7],
2. S'engager à louer le logement nu à titre de résidence principale pendant une période minimale de 6 ans[8],
3. Respecter les plafonds de loyers fixés par mètre carré, lesquels varient en fonction des zones, généralement inférieurs d'environ 20 % aux loyers pratiqués sur le marché[9],
4. Louer le logement à des locataires dont les revenus annuels sont inférieurs à un plafond défini par décret[8].

### Loi Pinel et délais de construction du logement
Les logements doivent respecter un délai de construction pour être éligible. Les critères sont :
- 30 mois après la signature de l'acte authentique pour les logements VEFA,
- 30 mois après le dépôt du permis de construire pour un logement construit par un particulier,
- Au 31 décembre de l'année N+2 après l'achat du logement pour des travaux de réhabilitation et de rénovation.

En outre, le bien doit être loué dans les 12 mois qui suivent l’achèvement du logement. Si le logement est acquis dans le cadre d'une vente en état futur d'achèvement ou VEFA (achat sur plan), alors c'est l'année d'achèvement des travaux qui est prise en compte pour le début de la réduction d'impôts.
L’avantage fiscal du dispositif Pinel commence à la date d’achèvement des travaux. La réduction d’impôt commence sur l’impôt de l’année de la date d’achèvement du bien immobilier et ce quel que soit le mois de livraison.

### Loi Pinel et ancien réhabilité
La loi Pinel concerne également l’ancien réhabilité quand le logement ne satisfait pas aux caractéristiques de décence, détaillées à l’article 6 de la loi no 89-462 du 6 juillet 1989. Les travaux de réhabilitation doivent permettre au logement de se conformer aux conditions d'attribution du label « haute performance énergétique rénovation » ou du label Bâtiment Basse Consommation. La classification d’un bien Pinel ancien est faite à partir d’un état descriptif établi par un technicien indépendant (architecte, diagnostiqueur agréé, ingénieur conseil, géomètre). L’état descriptif est réalisé à partir d'un document de l'administration fiscale.

### Performances énergétiques
Les logements doivent respecter la réglementation thermique RT 2012 ou avoir obtenu le label BBC (Bâtiment Basse Consommation) et ainsi respecter un niveau de performance énergétique.

### Zones géographiques
En complément des performances énergétiques, les logements doivent être situés dans des zones où la demande locative est supérieure à l'offre (zones dites tendues). La carte des zones a été révisée dans le cadre de la relance de la construction de logement le 6 août 2014 (applicable le 1er octobre 2014).
Les zones éligibles,sont :
- la zone A : Agglomération de Paris, côte d'azur, agglomération de Genève (côté français) ainsi que des villes où les prix des logements sont élevés (Lille, Lyon, Montpellier, Marseille...),
- la zone A bis : Paris et la petite couronne,
- la zone B1 : Départements d'outre-mer, autres agglomérations où les loyers sont élevés (Toulouse, Bordeaux, Clermont-Ferrand, Tours, Nantes...),
- la zone B2 et C : les autres communes du territoire qui ne sont pas situées en zones A, A bis, B1. Les biens situés dans ces communes n'ouvrent pas droit au dispositif Pinel depuis le 15 mars 2019.

### Plafond de ressources des locataires
Les propriétaires qui souhaitent bénéficier des avantages du dispositif Pinel doivent veiller au niveau de ressources des locataires qui ne doit pas être supérieur à un certain plafond. Ce dernier varie en fonction de la zone géographique du bien immobilier. Il s'agit du montant des revenus nets imposables pour une année pour un foyer fiscal. Les plafonds des ressources sont révisés annuellement.
Les plafonds s'apprécient au moment de la mise en place de la location. En cas de dépassement en cours de location, il n'y a pas remise en cause du dispositif.

### Plafond de loyers
Les loyers appliqués doivent respecter le plafond déterminé chaque année. Ce dernier varie en fonction de la zone géographique.
Le calcul  du plafond du loyer se fait avec la formule, :
plafond de loyer = plafond loyer par m²  x coefficient multiplicateur x surface à prendre en compte
- Le plafond loyer par m²  dépend de la zone géographique : A bis, A, B1, B2 et C[11].

| Plafond de loyer par m² | Zone A Bis | Zone A  | Zone B1 | Zone B2 et C |
| ----------------------- | ---------- | ------- | ------- | ------------ |
| Année 2015              | 16,82 €    | 12,49 € | 10,06 € | 8,74 €       |
| Année 2016              | 16,83 €    | 12,50 € | 10,07 € | 8,75 €       |
| Année 2017              | 16,83 €    | 12,50 € | 10,07 € | 8,75 €       |
| Année 2018              | 16,96 €    | 12,59 € | 10,15 € | 8,82 €       |
| Année 2019              | 17,17 €    | 12,75 € | 10,28 € | 8,93 €       |
| Année 2020              | 17,43 €    | 12,95 € | 10,44 € | 9,07 €       |
| Année 2021              | 17,55 €    | 13,04 € | 10,51 € | 9,13 €       |
| Année 2022              | 17,62 €    | 13,09 € | 10,55 € | 9,17 €       |
| Année 2023              | 18,25 €    | 13,56 € | 10,93 € | 9,50 €       |
| Année 2024              | 18,89 €    | 14,03 € | 11,31 € | 9,83 €       |

- Un coefficient multiplicateur doit être appliqué au plafond de loyer par m². Il est égal à 0,7 + 19/S où S est la surface à prendre en compte. Ce coefficient est plafonné à 1,2[12],[13].

- La surface à prendre en compte pour l’appréciation du plafond de loyer s’entend de la surface habitable (IV-C-1-a § 330)[24]. Cette surface habitable est augmentée de la moitié, dans la limite de 8 m² par logement, de la surface des annexes (IV-C-1-b-1° § 340)[24]. La surface ainsi définie figure dans l’engagement de location pris par le bailleur[24].

### Les surfaces annexes
La surface à prendre en compte pour l’appréciation du plafond de loyer s’entend de la surface habitable. Cette surface habitable est augmentée de la moitié, dans la limite de 8 m2 par logement, de la surface des annexes (vérandas, caves, etc.). La surface ainsi définie figure dans l’engagement de location pris par le bailleur.
Lorsqu'un garage ou un emplacement de stationnement est loué séparément, son coût est exclue de la base de la réduction d'impôt. Les frais d'acquisition doivent être séparées entre le logement et le garage. Si le garage ou l'emplacement de stationnement n'est pas loué séparément, aucune réduction d'impôt n'est appliquée pour le garage.
Les emplacements de stationnement et de garage ne sont pas pris en compte pour la détermination du plafond de loyer. Une mesure de tempérament est toutefois prévue pour les maisons individuelles.

## Les avantages fiscaux du dispositif Pinel
Les avantages fiscaux du dispositif Pinel s'appliquent en fonction du coût d'acquisition, pris en compte jusqu'à un maximum de 5 500 € par mètre carré de surface habitable, avec une limite de deux logements et montant de l'investissement total ne doit pas dépasser 300 000 € par an. La loi Pinel entre dans le cadre du plafonnement global des niches fiscales de 10 000 € par an. Contrairement au dispositif Scellier, il n'existe pas de report possible pour la fraction de la réduction d'impôt qui serait supérieure à l’impôt dû non utilisée : celle-ci est définitivement perdue.
Pour bénéficier de la réduction d’impôt, le propriétaire doit s’engager à louer le logement pendant une durée minimale de (§10) :  
- six ans avec un taux de la réduction d'impôt 12 % en métropole et 23 % outre-mer (§70[29]) ou
- neuf ans avec un taux de la réduction d'impôt 18 % en métropole et 29 % outre-mer (§70[29]).

La réduction d’impôt s'applique pour l'an d'achèvement du logement puis sur l'impôt de chacun des cinq ou huit ans suivants, conformément à la durée de l'engagement initial de location (§80). Pendant toute la durée de la location, le logement doit être occupé en continu. Une période de vacance maximale de douze mois entre deux locataires est admise si le propriétaire cherche activement un remplaçant,.
Les particuliers qui investissent dans un logement en état futur d'achèvement (VEFA) ou neuf entre le 1er septembre 2014 et le 31 décembre 2022 peuvent profiter d'une réduction de leur impôt sur le revenu réparti sur 6 ans, un montant de 12 % (2% par an) du prix d'achat du logement. Pour un investissement en Outre-Mer, la réduction d'impôt peut aller jusqu'à 32 %.
Lorsque le logement continue à être loué dans les conditions exigées, deux prolongations de trois ans peuvent être consenties, au taux de 2% par an (6% pour trois ans) pour la première, et 1 % par an (3 % pour trois ans pour le second), soit une réduction totale de 21 % après douze ans.
En 2023, le taux passera à 10,5% sur six ans, 15% sur neuf ans et 17,5% sur douze ans. En 2024, la défiscalisation passera à 9% sur six ans, 12% sur neuf ans et 14% sur douze ans. Sauf pour les logements situés dans les quartiers prioritaires de la politique de la ville (QPV) qui resteront au taux classique de 12, 18 et 21 %.
Lorsque l'engagement initial de location est prolongé, il est requis à louer pour une période de trois ans à partir du premier jour suivant l'expiration de l'engagement initial de location :
- à une personne autre que les membres de son foyer fiscal, ses ascendants ou descendants, pour les investissements réalisés entre le 1er septembre et le 31 décembre 2014 ;
- à une personne autre que les membres de son foyer fiscal, pour les investissements réalisés à partir du 1er janvier 2015.

Dans le cas où le logement est acquis en indivision, les copropriétaires doivent conjointement s'engager à louer l'immeuble nu.

### Logement outre-mer
La réduction d’impôt dans le cadre de la loi Pinel pour un logement outre-mer est de :
- 23 % pour les investisseurs qui s'engagent à louer l'appartement sur 6 ans.
- 29 % pour les investisseurs  qui s'engagent à louer l'appartement sur 9 ans.
- 32 % pour les investisseurs  qui s'engagent à louer l'appartement sur 12 ans.

## Souscription de titres de SCPI
Les contribuables qui font l'acquisition de parts de SCPI peuvent également bénéficier du dispositif Pinel dans la mesure où 95 % de la souscription est investie dans des logements éligibles et loués dans les conditions de ce dernier. La réduction d'impôt dont ils bénéficient porte sur 100 % du montant de la souscription, elle est égale à 12 %, 18 % ou 21 % dans la limite de 300 000 €.
Les investisseurs peuvent à la fois souscrire des parts de SCPI et faire l'acquisition de 2 logements maximum, la base de calcul de la réduction est alors plafonnée à 300 000 € par an.

## Revente
Un logement ne peut être revendu durant la période du respect des engagements imposés par la loi de six ans. Le non respect des obligations a pour conséquence la restitution de l'intégralité des impôts économisés. Exceptions : il n’y a pas de conséquences fiscales en cas de revente pour décès, licenciement ou invalidité. En cas de revente dans une prolongation triennale, c'est l'intégralité des impôts économisés depuis le début de la prolongation qui est repris.

## Reprise
En cas d'anomalie, l'intégralité des avantages fiscaux est réimposé au titre de l'année où intervient l'erreur, y compris ceux déduits par le passé au titre d'une année atteinte par la prescription ! Plus précisément le fisc dispose du délai normal de trois ans pour s'apercevoir de l'erreur, que celle-ci soit due aux conditions initiales (un logement non éligible) ou intervienne au cours des neuf ans (nouveau bail avec plafond de loyer non correct) : si l'erreur est découverte, le fisc réimposera sur l'année de l'erreur (non prescrite de fait), l'intégralité des déduction opérées depuis le début du régime ! Si l'erreur n'est pas détectée dans les trois ans, les rectifications restent possibles, mais uniquement sur les années non prescrites, et donc sans rapporter les avantages obtenus prescrits.

## Différence avec le Duflot
Le Pinel a succédé au Duflot, dont il reprend les grands principes avec quelques allégements :
- l'engagement initial du Duflot est de neuf ans, au taux de 2 % par an (soit 18%). Aucune prolongation n'est possible. En Pinel, l’engagement n'est que de six ans (soit 12 %), et lorsque le logement continue à être loué dans les conditions exigées, deux prolongations de trois ans peuvent être consenties, au taux de 2% par an (6% pour trois ans) pour la première, et 1% par an (3% pour trois ans) pour la seconde, soit la une réduction plus importante de 21 % après douze ans.
- Le logement peut être loué a un ascendant ou descendant n'appartenant pas au foyer fiscal, ce qui était interdit avec le Duflot.
- Le zonage est différent. Le logement devait se situer en A ou A bis, et quelques communes de B1 pour le Duflot. Pour le Pinel ont été autorisées jusqu'au 15/03/2019 les autres zones B2 ou C. Mais depuis le zonage est redevenu identique.

## Evolution
Début novembre 2020, Emmanuelle Wargon, ministre déléguée chargée du logement, reconduit le système jusqu'en 2022,. Le dispositif prend fin le 31 décembre 2024.